# Erik Nilsson
Erik Nilsson (Limhamn, 6 de agosto de 1916 - 9 de setembro de 1995) foi um futebolista sueco que atuou como defensor.

## Carreira
Nilsson é um dos dois únicos jogadores - o outro é o suíço Alfred Bickel - a disputar Copas do Mundo antes e depois da Segunda Guerra Mundial. Participou das edições de 1938, na França, e 1950, no Brasil.
Pela Seleção Sueca, disputou 57 partidas. Foi campeão olímpico (medalhista de ouro) em Londres 1948, medalha de bronze no Mundial de 1950 no brasil e medalhista de prata em Helsinque 1952.
Também foi escolhido pela FIFA como um dos zagueiros premiados na seleção da Copa do Mundo de 1950.

## Ligações externas

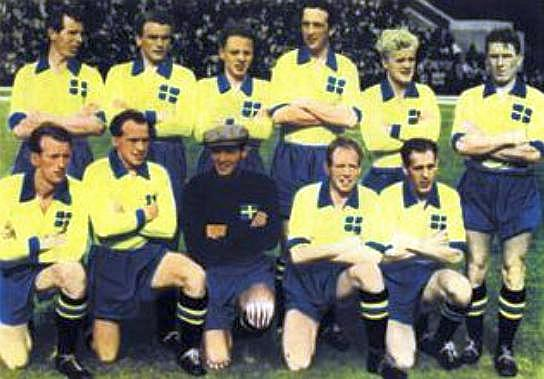
A Seleção Sueca antes de enfrentar a Itália na Copa do Mundo de 1950. Nilsson é o penúltimo agachado, da esquerda para a direita.